# Miroslav Klišanin
Miroslav Klišanin je bio hrvatski rukometaš. 
S reprezentacijom Jugoslavije je osvojio zlatnu medalju na Mediteranskim igrama 1967.